# Saceruela (kommunhuvudort)
Saceruela är en kommunhuvudort i Spanien.   Den ligger i provinsen Provincia de Ciudad Real och regionen Kastilien-La Mancha, i den centrala delen av landet, 180 km söder om huvudstaden Madrid. Saceruela ligger 591 meter över havet och antalet invånare är 686.
Terrängen runt Saceruela är platt åt nordväst, men åt sydost är den kuperad.Runt Saceruela är det mycket glesbefolkat, med 3 invånare per kvadratkilometer. Närmaste större samhälle är Puebla de Don Rodrigo, 15,8 km norr om Saceruela. 